# Poesia epica indiana
La poesia epica indiana è l'epica del subcontinente indiano, tradizionalmente chiamata Kavya (o Kāvya; in sanscrito: काव्य, IAST: kāvyá). Il Ramayana e il Mahabharata, che erano originariamente scritte in sanscrito ma che poi vennero tradotte in altre lingue, e le cinque grandi epopee della letteratura tamil e sangam sono gli esempi più antichi di questo genere.

## Epica sanscrita
Gli antichi poemi epici sanscriti Ramayana e Mahabharata comprendono insieme l'Itihāsa ("Lo scrittore stesso ha assistito alla storia") o Mahākāvya ("Grandi composizioni"), un canone delle scritture indù. In effetti, prevalse la forma epica e il verso rimase fino a tempi molto recenti la forma preferita delle opere letterarie indù. Il culto dell'eroe è un aspetto centrale della cultura indiana e quindi si prestava facilmente a una tradizione letteraria che abbondava di poesia e letteratura epiche. I Purana, una vasta raccolta di storie in forma di versi di molti dei e dee indù, seguirono questa tradizione. Itihāsa e Purana sono menzionati nell'Atharva Veda e indicati come il quarto Veda.
La lingua di questi testi, definita "sanscrito epico", costituisce la prima fase del sanscrito classico, dopo l'ultima del sanscrito vedico che si trova negli Shrauta Sutra. Il Suparṇākhyāna, un tardo poema vedico considerato tra le "prime tracce di poesia epica in India", è un precursore più antico e più breve della leggenda espansa di Garuda che è inclusa nel Mahābhārata.
Il kavi buddista Aśvaghoṣa (che visse nel I-II secolo) scrisse due poemi epici, Buddhacarita (una biografia del Buddha) e Saundarananda (la storia della conversione di Nanda, il fratello minore del Buddha), e un, Śariputraprakaraṇa, di cui sono rimasti soltanto pochi frammenti.
Anche il famoso poeta e drammaturgo Kālidāsa scrisse due poemi epici: Raghuvamsha ("La dinastia di Raghu") e Kumarasambhava ("La nascita di Kumar Kartikeya"). Altri poemi epici sanscriti classici sono L'uccisione di Śiśupāla Śiśupālavadha di Māgha, Arjuna e l'uomo della montagna Kirātārjunīya di Bhāravi, Le avventure del principe di Nishadha Naiṣadhacarita di Śrīharṣa e il poema di Bhaṭṭikṭṭā di Bhatti.

## Epica hindi
Il primo poema epico ad apparire in hindi fu Ramacharitamanas di Tulsidas (1543–1623), anch'esso basato sul Ramayana. È considerato un grande classico della poesia e della letteratura epica hindi e mostra un autore con il completo controllo su tutti gli stili importanti di composizione: narrativa, epica, lirica e dialettica. Ha dato un carattere divino a Rama, l'Avatar indù di Vishnu, dipingendolo come un figlio ideale, marito, fratello e re.
Nella moderna letteratura hindi, Kamayani di Jaishankar Prasad raggiunse lo status di epico. La narrazione si basa su una storia mitologica popolare, menzionata per la prima volta in Satapatha Brahmana, del grande diluvio e i personaggi centrali del poema epico sono Manu (un maschio) e Shraddha (una femmina). Manu rappresenta la psiche umana e Shradha rappresenta l'amore. Un altro personaggio femminile è Ida, che rappresenta la razionalità. Alcuni critici ipotizzano che i tre personaggi principali del Kamayani simboleggino una sintesi di conoscenza, azione e desiderio nella vita umana. Ispira gli umani a vivere una vita basata sul "karm" e non sulla fortuna.
Oltre a Kamayani, Kurukshetra (1946), Rashmirathi (1952) e Urvashi (1961) di Ramdhari Singh 'Dinkar' raggiunsero allo stesso modo lo status di poesia epica, così come Lalita Ke Aansoo di Krant M. L. Verma (1978), incentrato sulla morte di Lal Bahadur Shastri vista dalla moglie Lalita Shastri.

## Epica tamil
Il periodo post-sangam (II-VI secolo) vide la scrittura di molti grandi poemi epici tamil, tra cui Cilappatikaram (o Silappadhikaram), Manimegalai, Civaka Cintamani, Valayapathi e Kundalakesi. Dei cinque, Manimegalai e Kundalakesi sono opere religiose buddiste, Civaka Cintamani e Valayapathi sono opere Tamil Jain e Silappatikaram ha una visione religiosa neutrale. Furono scritti in un periodo compreso tra il I secolo d.C. e il X secolo d.C. e fungono da prova storica della vita sociale, religiosa, culturale e accademica delle persone durante l'era in cui furono creati. Civaka Cintamani ha introdotto lunghi versi chiamati virutha pa nella letteratura Tamil, mentre Silappatikaram ha usato il metro akaval (monologo), uno stile adottato dalla letteratura Sangam.
Più tardi, durante il periodo Chola, Kamban (XII secolo) scrisse quello che è considerato uno dei più grandi poemi epici tamil: il Kamba Ramayanam, basato sul Valmiki Ramayana. Il Thiruthondat Puranam (o Periya Puranam) di Chekkizhar è il grande poema epico Tamil dei santi Shaiva Bhakti e fa parte delle scritture religiose della maggioranza Shaivites del Tamil Nadu.